# ウルトラサウルス
ウルトラサウルス（Ultrasaurus）は金恒默によって韓国で発見された竜脚類恐竜の属であるが、他の種と区別できる程の特徴は知られておらず疑問名となっている。
しかしながら、この名前は初め1979年にジム・ジェンセン(en)によって非公式に（裸名 nomen nudumとして）彼がアメリカで発見した1連の巨大な恐竜の骨を記述するために使用されていた。ジェンセンが公式に使用する前に金がこの標本に対して名づけ出版してしまったため、ジェンセンは彼の標本をウルトラサウルスからウルトラサウロスへと改名した。ジェンセンの巨大竜脚類は後にキメラであることが発覚し、タイプ標本は現在ではスーパーサウルスのものとされている。

## 誤った評価
ブリガムヤング大学のジム・ジェンセンによりコロラド州ドライメサ採石場で発見された化石は元々史上最大の恐竜のものであると考えられた。ジェンセンは非公式にこれを推定的に新種の恐竜“ウルトラサウルス”と呼び、科学文書に裸名（実質的な科学的記述の無い非公式な名前）として使われたり、報道に幅広く使用された。
1983年に金恒默は新たな恐竜の属を代表するものとして別の標本に対してUltrasaurus tabriensisと名づけ、論文を執筆し発表した。自身の標本がジェンセンの恐竜と比較して等しく巨大なものであると信じてのことであった。しかし、金の評価は誤ったものであった。彼の恐竜は彼が思ったよりはるかに小さいものであり、彼は上腕骨の一部を尺骨と見誤っていた。しかし金がウルトラサウルスの名を初めに発表したため、この名は公式にはジェンセンの巨大な標本に対してではなく、韓国の小さな竜脚類のものとして適用された。
ジェンセンは1985年に自身のオリジナルの発見に関して記述した論文を発表した。しかし既にウルトラサウルスの名は使用されていた（“先取されていた”）ので、彼の発見物はウルトラサウロスに改名された。しかしジェンセンもまた間違いを犯していた。彼の発見物がキメラであることがわかった、つまり化石の集合は（すでに命名済みの）2種の異なる恐竜の種に由来していたのであった。それゆえ、彼の新名称ウルトラサウロスは現在では公式にはスーパーサウルスとして知られる恐竜の対立名称（junior synonym）となっている。
金のウルトラサウルスは現在では疑問名（nomen dubium）である。この標本は竜脚類の特定の科へと公式に適用する特徴が十分に分かっていない。この標本は既知の属や種のメンバーのものである可能性もあり、ウルトラサウルスもまた対立名称である可能性がある。

## 記述
ウルトラサウルスは1億1000万年前から1億年前の白亜紀前期アプチアン（en）からアルビアン（Albian）期に生息していた。上腕骨の一部と数個の椎骨が知られている。